# VATSIM

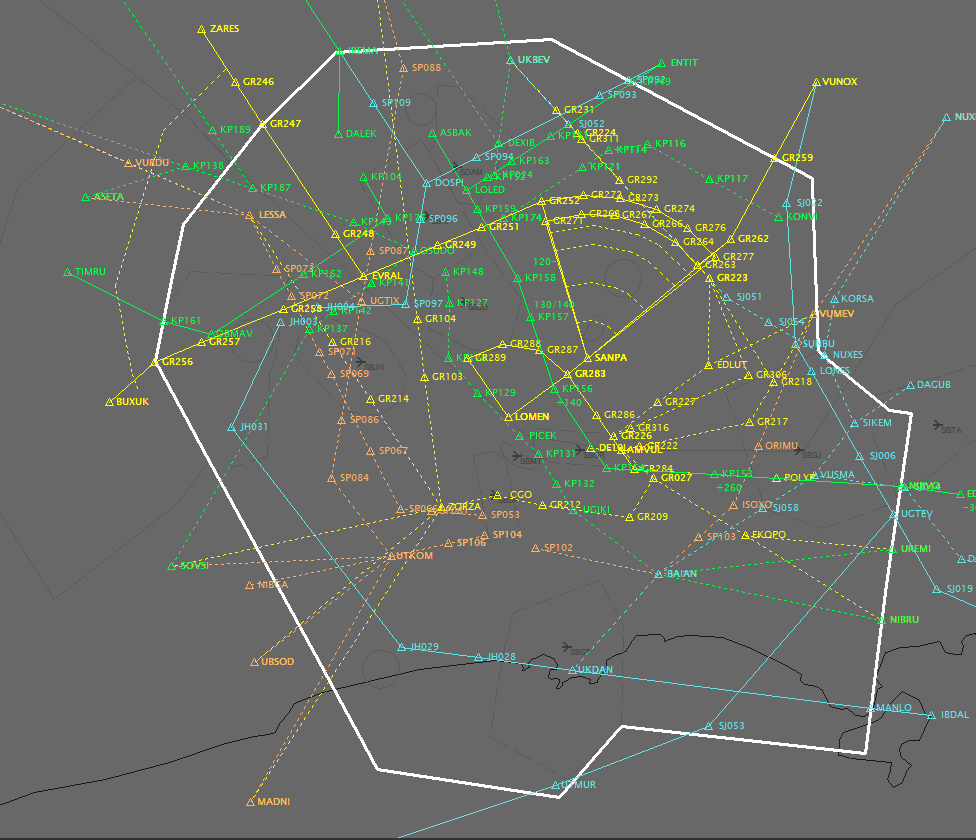
VATSIM em funcionamento.

VATSIM é o acrônimo de Virtual Air Traffic Simulation Network, ou Rede de Simulação de Tráfego Aéreo Virtual. É uma organização sem fins lucrativos que opera e mantém servidores que permitem a qualquer pessoa munida de um computador e um conjunto específico de softwares conectar-se em rede com outras pessoas que simulam, em ambiente virtual, o controle de tráfego aéreo e a simulação de voo.

## Objetivo
O objetivo da VATSIM é tornar a simulação o mais próxima possível dos procedimentos reais usados na aviação, incluindo procedimentos realísticos padronizados e fraseologia de rádio. Tal objetivo tornou a VATSIM um auxílio ao treinamento de estudantes da aviação que não possuem experiência na comunicação por rádio com o controle de tráfego aéreo, assim como pilotos privados e comerciais buscando melhorar suas habilidades, especialmente em comunicação por rádio.

## História
Nos anos 90, a evolução da Internet e simuladores de voo modernos permitiram que os usuários voassem juntos usando funções multijogador dos simuladores. Em 1997, a primeira versão do SquawkBox foi criada na forma de um add-on para o  Microsoft Flight Simulator 95, aumentando os recursos multijogador para permitir que uma grande quantidade de jogadores se conectasse ao jogo. ProController, um programa simulador de radar, foi criado no mesmo ano, e a rede SATCO foi formada pela crescente comunidade de entusiastas da aviação. Em dezembro de 1998, um grupo se separou da SATCO em razão de discordâncias, formando a IVAO. A VATSIM foi então oficialmente criada em julho de 2001, substituindo de fato a SATCO.  Em 2006, a VATSIM foi abordada numa reportagem de primeira página do Wall Street Journal.

## Estrutura
A estrutura da VATSIM é semelhante a organizações equivalentes do mundo real. Ela é dividida em três regiões:
- Américas (AMAS)
- Europa, Oriente Médio e África (EMEA)
- Ásia-Pacífico (APAC)

Tais regiões são respectivamente divididas nas chamadas Divisões, que abrangem o território de um ou mais países. As Divisões, por sua vez, podem ser divididas em:
- Flight Information Regions (FIRs) (do inglês: Região de Informação de Voo)
- Virtual Area Control Centers (vACCs) (do inglês: Centro de Controle de Área virtual)
- Air Route Traffic Control Centers (ARTCCs) (do inglês: Centro de Controle de Tráfego em Rota)

## Software
A VATSIM é suportada pelo que é descrito como um software incrivelmente complexo e robusto, que permite a operação da rede.  Os usuários precisam de plugins próprios (como o vPilot ou o xPilot) para simuladores de voo (como o Microsoft Flight Simulator ou o X-Plane) para se conectar como pilotos, ou aplicações de simulação de radar (como o CRC, o VRC ou o Euroscope) para se conectar como controlador de voo. Os aplicativos específicos da VATSIM são disponibilizados gratuitamente, e fornecidos pela própria rede.
O serviço de rede é fornecido por servidores operando com software proprietário localizados ao redor do mundo. Todos os servidores são interligados de forma que os usuários podem ver um ao outro na rede, independentemente do servidor ao qual cada um se conectou.
Existem também outras ferramentas disponíveis que não são essenciais para o uso da rede, mas que podem fornecer informações úteis.

## Associação e treinamento
Usuários devem associar-se à organização como membros antes que possam conectar-se à rede. A associação é gratuita. Membros devem ter pelo menos 13 anos de idade. Não há taxas de uso para conexão à rede VATSIM.
A rede possui mais de 800 mil usuários registrados, dos quais mais de 192 mil são classificados como ativos, em agosto de 2025.  Em 2005, El Al, uma companhia aérea israelense, exigiu que mais de 700 dos seus novos pilotos passassem por uma simulação em computador que foi organizada pelos membros da VATSIM para fornecer treino realístico para seus pilotos.

## Eventos
A rede VATSIM é aberta 24 horas por dia, e a indisponibilidade da rede é extremamente rara; pilotos e controladores são livres para se conectar e voar ou controlar em qualquer lugar no mundo a qualquer hora (sujeito a restrições de ratings no caso de controladores). No entanto, a rede e centros de controle locais organizam eventos regularmente, para incentivar pilotos e controladores a trabalharem em conjunto em vários lugares do mundo, normalmente várias vezes por semana. Nos eventos mais populares, os níveis de tráfego são comparáveis àqueles dos mesmos locais na vida real.[carece de fontes?]
O time de eventos internacional da VATSIM é responsável por coordenar, apoiar e supervisionar a realização de eventos de grande porte na rede, promovendo a integração entre diferentes regiões do mundo. Sua função envolve a análise e aprovação de propostas enviadas por divisões e regiões, garantindo que os eventos sigam as políticas oficiais e mantenham a qualidade operacional e organizacional. Além disso, o time organiza e promove eventos em escala global, como o First Wings (mensal), o Elite Wings (mensal) e o 24 Hours of VATSIM (bianual).

### VATSIM e MITRE
Em 12 de Janeiro de 2008, após um longo período de planejamento e negociação, a VATSIM recebeu um grande evento de simulação como parte de uma colaboração com o Center for Advanced Aviation System Development (CAASD) (do inglês: Centro para o Desenvolvimento de Sistemas Avançados de Aviação) da MITRE Corporation para avaliar a viabilidade da VATSIM como plataforma para certas categorias de simulações de tráfego aéreo real. Cerca de 500 pilotos da VATSIM e dezenas de controladores de voo participaram no evento. Os pilotos voaram rotas previamente planejadas pela MITRE para simular níveis de tráfego aéreo reais dos aeroportos O'Hare em Chicago e Midway durante um período de várias horas, com aterrissagens e decolagens sendo separadas por apenas 2 minutos. Alguns objetivos desse primeiro evento cooperativo incluíram o teste de capacidade de carga da infraestrutura da rede da VATSIM e a avaliação das habilidades de pilotos e controladores de voo filiados à VATSIM. A análise detalhada do evento ainda estava sendo realizada no início de 2008.

## Administração
A VATSIM é governada por um Conselho de Diretores (BoD) e pelo BoG (Board of Governors). O presidente atual ([2025]) da VATSIM é Tim Barber. A administração e operação cotidiana é inteiramente apoiada e realizada por voluntários, doações e patrocínio, e a organização é comprometida a manter os números atuais de membros e participação na aviação virtual na rede gratuitamente.

## Divisão Brasileira (VATBRZ)
A Divisão Brasileira da VATSIM (VATBRZ) é a representação oficial da rede no Brasil, responsável por administrar e promover as atividades de simulação aérea online no espaço aéreo brasileiro. Sua atuação envolve a coordenação do treinamento e avaliação de controladores virtuais, a padronização de procedimentos e regulamentos de tráfego aéreo, além do apoio e integração da comunidade de pilotos. A divisão também organiza eventos locais e regionais, incentivando a participação da comunidade brasileira em operações realistas, seguras e alinhadas às normas globais da VATSIM, funcionando como elo entre os usuários nacionais e a estrutura internacional da rede.

Para que isso seja possível, a VATBRZ conta com uma equipe de staff, composta por diretores e gerentes responsáveis por áreas específicas, como treinamento ATC, treinamento para pilotos, operações, tecnologia e marketing e eventos. Esses membros trabalham de forma voluntária, dedicando seu tempo e experiência para manter a qualidade dos serviços prestados e oferecer uma experiência imersiva e organizada aos pilotos e controladores da rede no Brasil. Atualmente, a liderança da divisão é formada por Marcelo Barretto, Diretor de Divisão, e Rafael Martins, Vice-Diretor de Divisão.